# Alessandro Malaspina di Mulazzo

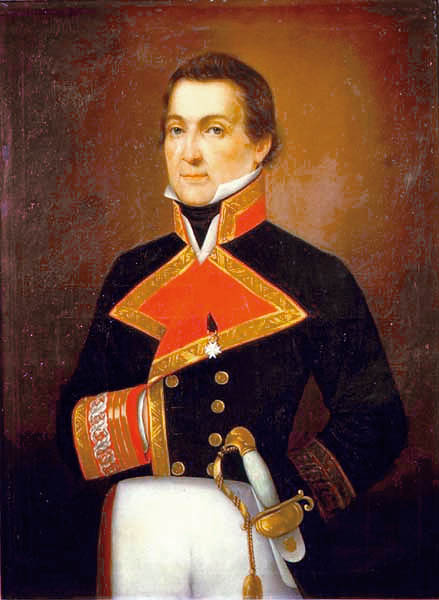
Alessandro Malaspina auf einem undatierten Gemälde aus dem 19. Jahrhundert eines nicht bekannten Malers

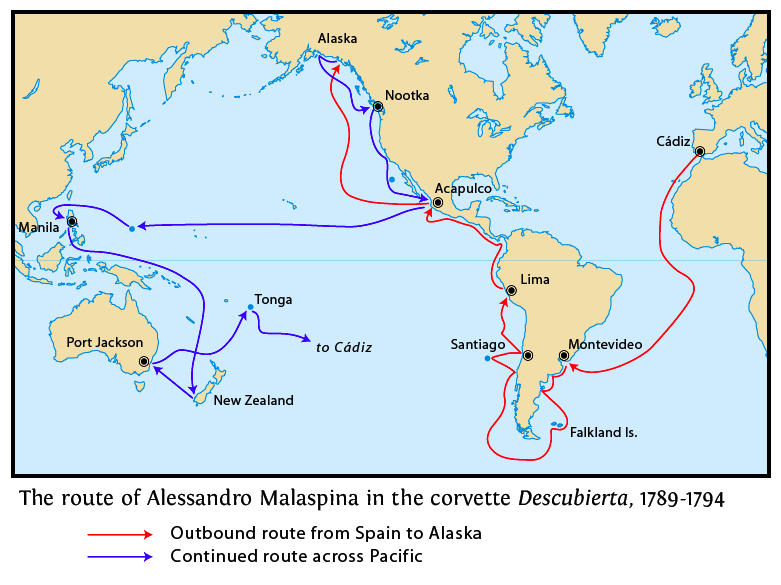
Das Bild zeigt die Route der von Malaspina kommandierten Korvette "Descubierta" während der Expedition

Alessandro Malaspina di Mulazzo (* 5. November 1754 in Mulazzo in der Toskana; † 9. April 1810 in Pontremoli) war ein italienischer Adliger und Seefahrer in spanischen Diensten. Er stammte aus der Familie Malaspina, einer Nebenlinie des Hauses Este.

## Leben
Vom 15. September 1786 bis 18. Mai 1788 unternahm Malaspina eine kommerzielle Weltumrundung. Während dieser Reise befehligte er die Fregatte Astrea.
Er leitete von 1789 bis 1794 die erste große spanische Forschungsexpedition in den Pazifik mit der Korvette Descubierta. Es wurde die Küste von Patagonien bis Alaska erforscht. Dabei wurden auch Expeditionen ins küstennahe Hinterland unternommen. In Yakutat Bay (Alaska) nahm man Kontakt mit den Tlingit auf, die vorwiegend mit konkurrierenden Russen und Stämmen des Hinterlands Handel trieben. Spanische Gelehrte erstellten Aufzeichnungen über Sitten, Sprache, Lebensweise, Kriegführung und Wirtschaft dieser indianischen Stammesgruppe. Die Maler Tomas de Suria und José Cardero porträtierten einige von ihnen und fertigten Skizzen zum Alltagsleben. Der Botaniker Luis Née sammelte und beschrieb für ihn neue Pflanzen. Als weiterer Naturwissenschaftler nahm von 1790 bis 1793 Thaddäus Haenke an der Expedition teil.
Anschließend segelte Malaspina über Guam und die Philippinen nach Neuseeland. Sein Weg führte ihn dann zur Botany Bay in Australien und zu den Tonga-Inseln. Schließlich kehrte er über das damals spanische Perú nach Cádiz in Spanien zurück. Nach seiner Rückkehr fiel Malaspina einer Intrige am spanischen Königshof zum Opfer. Seine Forschungsberichte verschwanden in den spanischen Archiven und wurden erst im 20. Jahrhundert teilweise publiziert. Er selbst wurde verhaftet. Erst 1803 wurde Malaspina wieder freigelassen und nach Italien ausgewiesen.
Nach Alessandro Malaspina wurde der größte nordamerikanische Gletscher in Alaska, der Malaspinagletscher benannt sowie die Sandsteinformationen Malaspina Galleries auf der kanadischen Insel Gabriola und ein Asteroid: (321802) Malaspina.
Presseartikel

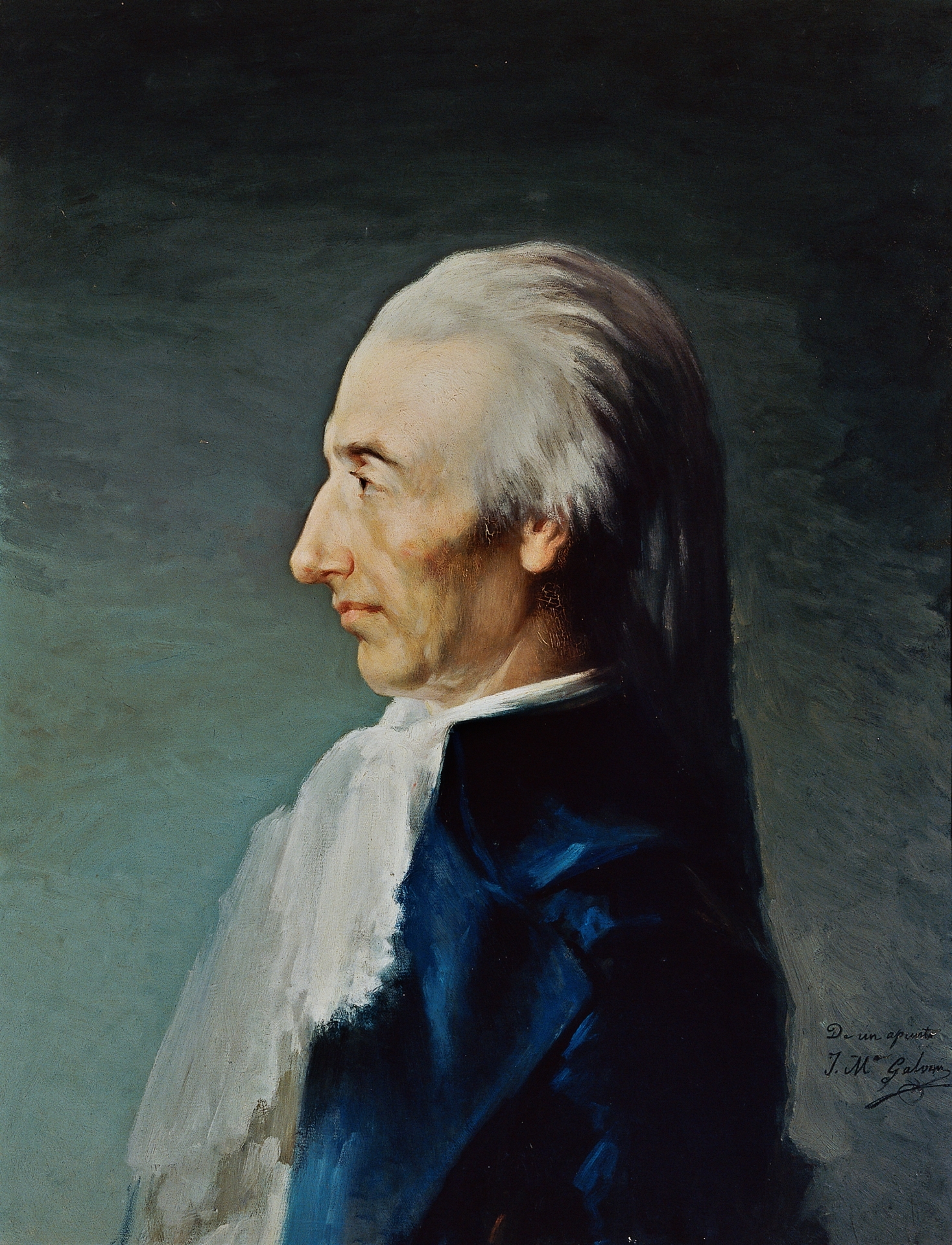
Alessandro Malaspina auf einem undatierten Gemälde aus dem 19. Jahrhundert von José María Galván y Candela

 Allgemeine Geographische Ephemeriden, Bd. 2, October 1798: 390–391. 
Der Moniteur vom 9 Fructidor (26. Aug. 1798) gibt folgende Nachricht über Malespina's Reise. 
Den 30 Jul. 1789 segelten zwey Spanische Corvetten, la Decouverte und la Subtile, die erste unter dem Commando Don Alexandre Malespina, die zweyte unter D. Joh. de Bastiamente in Gesellschaft mit einander von Cadix ab. Die Befehlshaber hatten vorzüglich den Auftrag, die Küsten von Amerika aufzunehmen vom Fluss de la Plata bis zum Vorgebirge Horn, und von diesem Vorgebirge an bis zur äussersten nördl. Gränze dieses Welttheils. Bey ihrer Ankunft an der nordwestlichen Küste Amerika's unterm 59. 60. n. 61. Gr. der Breite suchten sie vergebens eine Durchfahrt ins Atlantische Meer. Sie schlossen daraus, dass die von einem alten Spanischen Seefahrer Maldonado angekündigte Meerenge nur in seiner Einbildungskraft existirt habe, und dass die Vorhersagung Cook's auf Grundsätzen gegründet sey, wenigstens in diesen Gegenden. Im Anfang d. J. 1792 vereinigten sich la Subtile und eine Spanishe Galiote la Mexicaine, mit andern Englishen Schiffen unter Befehl des Capitain Vancouver, in der Absicht, die unermesslichen vom Admiral de Fuentes entdecken Insel Gruppen zu erkennen und zu untersuchen, so wie auch die Einfahrt des Juan de Fuca. Die Beschreibung des Capitain Vancouver, die so eben erschienen ist, wird uns über den Erfolg dieser Untersuchungen unterrichten. 
	Etches, Befehlshaber des Amerikanischen [Englischen] Schiffs La Princesse royale, hat nach dieser Zeit gefunden, dass der ganze westliche Theil von Amerika von 48° bis 57° nördl. Br. aus einer Kette von Inseln besteht, welche am Eingange eines grossen inländischen, dem Baltischen und Mittelländischen Meere ähnlichen, Meeres liegen. Nachdem er dieses Meer in der Richtung gegen Norden durchschifft hatte, in einem Raum von mehrern hundert Seemeilen, kam er an ohngefähr 200 Seemeilen von der Hudsons-Bay entfernt. Da der Gegenstand seiner Reise bloss kaufmännisch war, so hat er nicht gesucht, die äusserste Gränze dieses neuen mittelländischen Meeres zu erforschen; aber aus dem, was er davon hat entdecken können, scheint es wahrescheinlich, dass es mit der Hudsons Bay in Verbindung steht. Mehr als 50 Inseln, die er besucht hat, waren sämmtlich von Indianischen Volksstämmen von einem friedlichen und zum Handel geneigten Character bewohnt. ─ Die beyden Spanischen Corvetten haben eine Inselgruppe entdeckt, die bisher den Europäern unbekannt war; die Einwohner heissen Babacos, und man wird in ihrem Werke die Sitten und Gebräuch dieser Insulaner finden. Die Corvetten verbrauchten den grössten Theil des Jahrs 1792, die Marianischen und Philippinischen Inseln zu besuchen, so wie auch Macao an der Chinesischen Küste. Sie gingen hernach zwischen den Mindanao und Mountag-Inseln (?) [Morintay] durch and richteten ihren Lauf längs den Küsten von Neu-Guinea hin. Also sie jenseits des Aequators waren, durchfuhren sie einen Meerbusen von ohngefähr 500 Seemeilen, welchen kein Europäisches Schiff vor ihnen bemerkt hatte. Als sie ihren Lauf von diesem Meerbusen nach Neu-Seeland und Neu-Holland richteten, entdeckten die in der Inselgruppe, die unter den Namen der Freundschafts-Inseln bekannt sind, die Babacos, [Vava'u] und blieben da einige Zeit vor Anker. 
	Nach einer Menge anderer Untersuchungen im südl. Weltmeere landeten sie im Prairial J.I. (20. May 1793) zu Callao an der Küste von Peru. Sie machten von diesem Haven aus verschieden Excursionem, selbst bis an die Moluccischen [Malvinas] Inseln. Sie beschlossen endlich damit, in den Fluss de la Plata einzulaufen, nachdem sie alle Hindernisse und alle diesen südlichen Breiten eigene Gefahren überstiegen hatten. Sie segelten dann nach Cadix und kamen in 90 Tagen zu. Diese Reise wird gewiss viel zum Fortgang der Schiffahrt, der Botanik und Mineralogie beytragen. Man hat noch ausserdem unter verschiedenen Breiten in beyden Halbkugeln verschiedene Versuche über Schwere angestellt, welche Gelegenheit zu wichtigen Entdeckungen über die unregelmässige Gestalt unsrer Erdkugel geben und zugleich zur Bestimmung eines allgemeinen Metre's dienen werden. 